# Jens Debusschere
Jens Debusschere (Roeselare, Flandes Occidental, 20 d'agost de 1989) fou un ciclista belga, professional des del 2011 fins al 2023. En el seu palmarès destaca el campionat nacional en ruta del 2014. És germà dels també ciclistes Maxim Debusschere i Kevin Debusschere.

## Palmarès
- 2005
  -  Campió de Bèlgica cadet en contrarellotge
- 2007
  -  Campió de Bèlgica júnior en ruta
  - 1r al Tour des Flandes júnior
- 2009
  - Campió provincial de Flandes Occidental
  - Vencedor de 2 etapes a la Volta al Brabant flamenc
- 2010
  - 1r a la Internatie Reningelst
  - Vencedor d'una etapa a la Volta a la província de Namur
  - Vencedor d'una etapa al Tríptic de les Ardenes
- 2013
  - 1r al Campionat de Flandes
  - 1r a l'Eurométropole Tour i vencedor d'una etapa
  - 1r al Premi Nacional de Clausura
- 2014
  -  Campió de Bèlgica en ruta
  - 1r al Premi Nacional de Clausura
  - Vencedor d'una etapa al Tour de Valònia
- 2015
  - 1r al Gran Premi de Valònia
  - 1r al Circuit de Houtland
  - Vencedor d'una etapa a la Tirrena-Adriàtica
  - Vencedor d'una etapa a la Eurométropole Tour
- 2016
  - 1r a l'A través de Flandes
- 2017
  - Vencedor d'una etapa als Quatre dies de Dunkerque
  - Vencedor d'una etapa a la Volta a Bèlgica
- 2018
  - Vencedor d'una etapa al Tour de Valònia

### Resultats a la Volta a Espanya
- 2013. No surt (14a etapa)
- 2014. 107è de la classificació general
- 2017. Abandona (9a etapa)

### Resultats al Tour de França
- 2015. 145è de la classificació general
- 2016. No surt (15a etapa)
- 2019. 153è de la classificació general
- 2020. Fora de control (17a etapa)

### Resultats al Giro d'Itàlia
- 2018. 136è de la classificació general